# Monumentalbrunnen Spielwiese Oberstrass

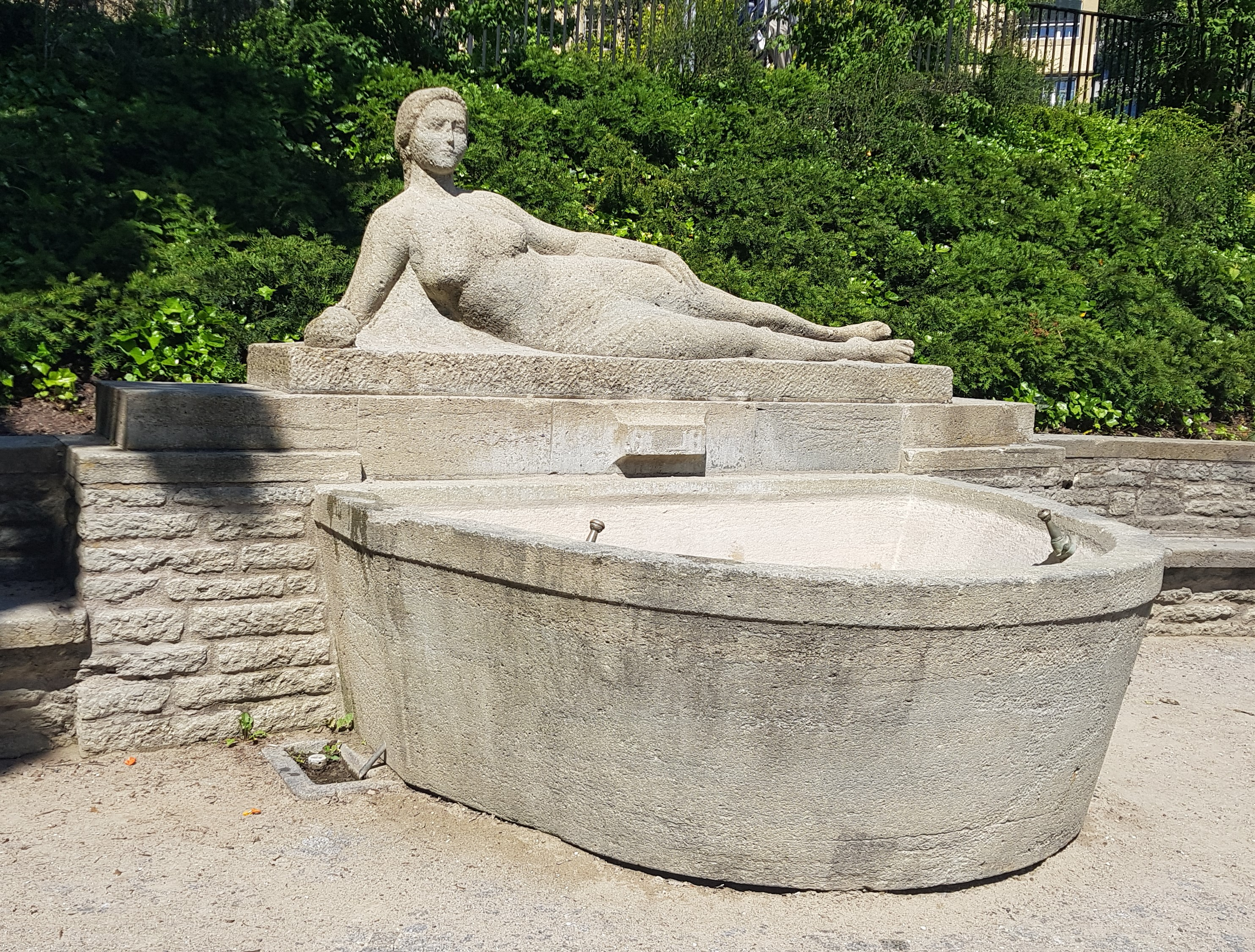
Monumentalbrunnen Spielwiese Oberstrass

Der Monumentalbrunnen Spielwiese Oberstrass ist eine Brunnenanlage aus dem Jahr 1929. Er trägt im Zürcher Brunnenguide die Nummer 286.

## Geschichte und Beschreibung
Auf dem Gelände des einstigen Friedhofes Oberstrass wurde ein Spielplatz angelegt, der 1929 mit einer Brunnenanlage ausgestattet wurde. Die Bildhauer Julius Schwyzer und Louis Wethli junior schufen eine Brunnenwand in Halbkreisform mit Bänken, vor der ein ebenfalls ungefähr halbkreisförmiger Brunnentrog steht. Die Brunnenfigur auf der Wand stellt eine liegende Frau dar, die sich auf ihren rechten Ellenbogen stützt. Ihre linke Hand ruht auf ihrer Hüfte, der Kopf ist aufgerichtet, sodass die Figur über die Brunnenschale hinwegzublicken scheint. Sowohl die Brunnenfigur als auch die Schale wurden aus Würenloser Stein angefertigt. Auf beiden Beckenseiten ist je ein Trinksprudel angebracht, während der Wasserspeier, der einst in der Mitte der Rückwand zu finden war, nicht mehr vorhanden ist. Stellriemen und Unterlageplatten bestehen aus Iragna-Granit.